# 哈密頓量 (最佳控制)
最优控制中的哈密頓量（Hamiltonian）是由列夫·庞特里亚金所發展，是庞特里亚金最小化原理的一部份。哈密頓量的概念是由古典力學中的哈密顿力学所引發，但兩者是不同的概念。庞特里亚金證明了求解最优控制問題的必要條件，就是要選擇可使哈密頓量最小化的控制輸入。細節可參考庞特里亚金最小化原理。

## 問題的敘述
最佳控制的問題，是要選擇控制輸入{\displaystyle u(t)}，使以下的目標函數有最小值
{\displaystyle J(u)=\Psi (x(T))+\int _{0}^{T}L(x,u,t)dt}
其中{\displaystyle x(t)}為系統狀態，滿足狀態方程式
{\displaystyle {\dot {x}}=f(x,u,t)\qquad x(0)=x_{0}\quad t\in [0,T]}
控制需滿足以下的限制條件
{\displaystyle a\leq u(t)\leq b\quad t\in [0,T]}

## 哈密頓量的定義
{\displaystyle H(x,\lambda ,u,t)=\lambda ^{T}(t)f(x,u,t)+L(x,u,t)\,}
其中{\displaystyle \lambda (t)}為協態變數組成的向量，其維度和狀態變數{\displaystyle x(t)}相同。
若要進一步瞭解哈密頓量的性質，可參考庞特里亚金最小化原理。

## 離散時間下的哈密頓量
若問題是在離散時間下，其哈密頓量定義為：
{\displaystyle H(x,\lambda ,u,t)=\lambda ^{T}(t+1)f(x,u,t)+L(x,u,t)\,}
而協態方程為
{\displaystyle \lambda (t+1)=-{\frac {\partial H}{\partial x}}+\lambda (t)}
（注意此處提到，離散哈密頓量在時間{\displaystyle t}的值和協態變數在時間{\displaystyle t+1}的值有關。這個小差異很重要，在對{\displaystyle x}微分後，可以在協態方程右邊得到和{\displaystyle \lambda (t+1)}有關的算式。若寫法有誤，所得的協態方程不是後向的差分方程，會帶來錯誤的結果。）

## 控制哈密頓量和力學哈密頓量的比較
威廉·哈密頓定義力學中的哈密頓量為三個變數的函數：
{\displaystyle {\mathcal {H}}={\mathcal {H}}(p,q,t)=\langle p,{\dot {q}}\rangle -L(q,{\dot {q}},t)}
其中{\displaystyle {\dot {q}}}定義如下
{\displaystyle p={\frac {\partial L}{\partial {\dot {q}}}}}
哈密頓再將方程改為
{\displaystyle {\frac {d}{dt}}p(t)=-{\frac {\partial }{\partial q}}{\mathcal {H}}}
{\displaystyle {\frac {d}{dt}}q(t)=~~{\frac {\partial }{\partial p}}{\mathcal {H}}}
最佳控制中的哈密頓量則是四個變數的函數：
{\displaystyle H(q,u,p,t)=\langle p,{\dot {q}}\rangle -L(q,u,t)}
其要有最大值的相關條件為
{\displaystyle {\frac {dp}{dt}}=-{\frac {\partial H}{\partial q}}}
{\displaystyle {\frac {dq}{dt}}=~~{\frac {\partial H}{\partial p}}}
{\displaystyle {\frac {\partial H}{\partial u}}=0}
上述定義和Sussmann及Willems論文所提的一致。Sussmann及Willems證明了控制哈密頓量可以用在動力學上，例如最速降線問題，不過沒有提到康斯坦丁·卡拉西奥多里較早時期在此領域的貢獻。

## 外部連結
- Varaiya, P.  (PDF) 2nd. 1998  [2017-12-14]. （原始内容 (PDF)存档于2003-04-10）.